# Paul Daniel
Paul Daniel, CBE (Birmingham, 5 luglio 1958), è un direttore d'orchestra inglese.

## Biografia

### Primi anni
Paul Daniel nacque a Birmingham. Da ragazzo ha cantato nel coro della Cattedrale di Coventry, dove ricevette una prima formazione musicale. In seguito ha frequentato il King's College, Cambridge, dove studiò musica. Dopo la laurea ha continuato a studiare direzione orchestrale alla Guildhall School of Music and Drama, dove i suoi insegnanti erano Sir Adrian Boult e Sir Edward Downes.

### Carriera
Nel 1982 ebbe un posto nello staff musicale dell'English National Opera, rimanendovi fino al 1987. Alla fine del 1980 fu direttore musicale di un certo numero di cori amatoriali, tra cui la Wokingham Choral Society, spesso con la sua futura moglie, il soprano Joan Rodgers.
Dal 1987 al 1990 è stato direttore musicale di Opera Factory. Dal 1990 al 1997 è stato Direttore Musicale della Opera North e Direttore Principale della English Northern Philharmonia. Attirò l'attenzione per il suo lavoro nelle opere trascurate e del repertorio più recente. Le opere comprese in precedenza Ariane et Barbe-bleue di Dukas, King Priam di Tippett, Der Ferne Klang di Franz Schreker, Violanta di Korngold e Gloriana di Britten. Ha diretto l'Opera North al suo debutto nel 1992 a The Proms con Boris Godunov. Quest'ultimo incarico comprendeva dirigere le prime mondiali di Baa, Baa Black Sheep di Michael Berkeley e Playing Away di Benedict Mason, che è fu premiata alla Biennale di Monaco di Baviera e vinse premi per la migliore produzione e design.
Divenne Direttore Musicale dell'English National Opera nel settembre 1997. Incontrò difficoltà già all'inizio del suo incarico alla ENO, con la partenza di Dennis Marks come direttore generale, circa un mese dopo proprio l'arrivo di Daniel. Ciò costrinse Daniel ad assumere inaspettatamente un ruolo più pubblico come il volto artistico della compagnia, fino all'arrivo di Nicholas Payne come direttore generale. Un'analisi di questa situazione rende chiaro che questo lavoro in più distrasse Daniel dallo sviluppare un rapporto più completo con l'orchestra. Nel dicembre 2003 Daniel annunciò le sue dimissioni da ENO al termine del suo contratto nel 2005. Inoltre nell'ultima parte del suo mandato furono segnalati scontri tra Daniel e il direttore artistico di ENO Sean Doran. Egli espresse preoccupazioni per il futuro di ENO in un'intervista di aprile 2005 a The Guardian, che portò il direttore del marketing di ENO, Ian McKay, a fischiare Daniel alla sua ultima esecuzione come direttore musicale di ENO. Il suo lavoro ad ENO comprese la prima mondiale di Mark-Anthony Turnage The Silver Tassie di Mark-Anthony, che ENO e Daniel hanno inciso e pubblicato.
Egli diresse per la prima volta, come ospite, la West Australian Symphony Orchestra (WASO) nel 1995 e tornò nel mese di aprile 2006. Nel maggio 2007 Daniel fu nominato prossimo direttore principale della WASO, a partire da gennaio 2009, con un contratto iniziale fino a dicembre 2011. Nel mese di novembre 2010, la WASO ha annunciato l'estensione del contratto di Daniel come direttore principale fino a dicembre del 2013, momento in cui concluse il suo mandato con la WASO.
Divenne direttore principale ospite della Real Filharmonía de Galicia (Santiago di Compostela) nel 2007. Nel gennaio 2012 fu nominato successivo direttore principale dell'orchestra e consulente artistico, a partire dal gennaio 2013, con un contratto iniziale di 3 anni. Nel luglio 2012 l'Orchestre National Bordeaux Aquitaine (ONBA) annunciò la nomina di Daniel come suo prossimo direttore musicale, a far data dalla stagione 2013-2014. In precedenza aveva condotto da ospite l'ONBA nel 2006 e nel 2011.
Tra i suoi riconoscimenti c'è la ricezione di un Olivier Award nel febbraio 1998 per gli straordinari risultati nell'Opera ed un Gramophone Award nel 1999 per la sua serie di musica inglese sulla Naxos Records. È stato insignito del CBE nella lista New Year’s Honours 2000. Nel settembre 2005 Daniel ha diretto Last Night of the Proms per la prima volta.
All'apertura del Millennium Dome, indossava un cappotto disegnato appositamente per l'occasione da Vivienne Westwood. Ha continuato a indossarlo per altre occasioni, tra cui la BBC Proms.

### Vita privata
Ha due figlie dal suo ultimo matrimonio con la cantante d'opera Joan Rodgers. Il matrimonio è finito con il divorzio. Le sue registrazioni commerciali, che comprendono spettacoli con Rodgers, sono presenti su un certo numero di etichette discografiche, tra cui Chandos, Naxos, Linn, e Aeon.